# Dragoljub Simonović
Dragoljub Simonović (serb. Драгољуб Симоновић, bułg. Драголюб Симонович, Dragolub Simonowicz; ur. 30 października 1972 w Belgradzie) – bułgarsko-serbski piłkarz grający na pozycji pomocnika oraz trener piłkarski.

## Kariera piłkarska
Jest wychowankiem FK Obilić Belgrad; spełnieniem siedmioletniego pobytu w tym klubie było mistrzostwo Jugosławii, zdobyte w sezonie 1997–1998 pod wodzą Dragomira Okuki.
Po tym sukcesie przeniósł się do Bułgarii, z którą związał swoje dalsze piłkarskie losy. Trafił do Liteksu Łowecz, ówczesnego mistrza kraju, który szykował się do startu w europejskich pucharach. Trzyletnia gra w Łoweczu obfitowała w jeden tytuł mistrzowski oraz jeden Puchar Bułgarii.
W tym czasie także pierwszy i – jak się później okazało – ostatni raz wystąpił w barwach reprezentacji Bułgarii; zagrał 45 minut w towarzyskim spotkaniu z Algierią.

## Kariera szkoleniowa
Pracę szkoleniową rozpoczynał także w Liteksie, który prowadził w sezonie 2003–2004, jednak już po rundzie jesiennej został zastąpiony przez Ljubomira Petrovicia. Powrócił do Liteksu rok później, tym razem jako asystent.
Najdłużej był zatrudniony w OFK Sliwen 2000; przez blisko dwa lata prowadził go na boiskach drugiej ligi. Uwieńczeniem jego pracy był awans do ekstraklasy w sezonie 2008–2009.
Po krótkiej przygodzie ze Spartakiem Warna od listopada 2009 ponownie był trenerem Sliwenu. Na koniec sezonu 2009–2010 zajął z nim trzynastce miejsce, ostatnie gwarantujące grę w ekstraklasie. Jednak po rundzie jesiennej nowych rozgrywek zespół był przedostatni; z tego powodu w grudniu 2010 roku Simonovicia zmienił Georgi Dermendżijew.
W październiku 2011 został asystentem Dimityra Penewa w CSKA Sofia.

## Sukcesy
| Kariera piłkarska - FK Obilić: - mistrzostwo Jugosławii 1998 - Liteks Łowecz: - mistrzostwo Bułgarii 1999 - Puchar Bułgarii 2001 | Kariera szkoleniowa - OFK Sliwen 2000: - awans do ekstraklasy w sezonie 2008–2009 |